# Karavan
För andra betydelser, se Karavan (olika betydelser).

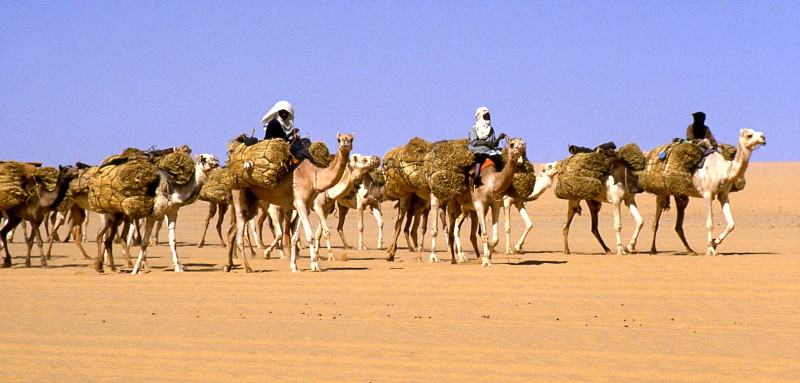
Karavan i Niger

Karavan är ursprungligen en grupp av resande som med sina packdjur och varor färdas genom områden där inga banade vägar finns. Karavanerna var före användandet av moderna transportmedel av betydelse för världshandeln och utgjorde den äldsta formen för förmedlandet av det internationella varuutbytet – de omnämns redan av Herodotos. 
Karavanen var ofta den regelmässiga formen för varutransporter mellan betydande platser. Främst användes kameler för att korsa de vattenfattiga öknarna, men i annan typ av landskap användes även åsnor eller hästar. Utefter karavanlederna byggdes rastplatser, så kallade karavanserajer, som vanligtvis bestod av en kringbyggd gård med övernattningsrum där de resande och deras djur kunde få vatten och skydd för natten. Karavanvägar är egentligen inte vägar utan markeringar i terrängen och underhålls sällan. På karavanvägar genom områden där rövaröverfall kunde förväntas bestod karavanerna ofta av hundratals människor och ända till tusen kameler.
Exempel på kända karavanleder är Sidenvägen mellan Kina och länderna vid Medelhavet samt de för den transsahariska handeln viktiga karavanvägarna genom Sahara mellan Medelhavskusten och länderna norr om Guineabukten.